# Gradualisme filètic

L'equilibri puntuat, a sota, consta de l'estabilitat morfològica i rares explosions de canvi evolutiu

El gradualisme filètic (en anglès: Phyletic gradualism) és un model d'evolució que manté que la majoria de l'especiació és lenta, uniforme, i gradual. Quan l'evolució ocorre d'aquesta manera, ho és normalment per la transformació pausada de totes les espècies en una de nova (en un procés anomenat anagènesi). No hi ha una línia clara de demarcació entre les espècies ancestrals i les espècies que en descendeixen, a menys que ocorri la cladogènesi.
La paraula filètic deriva del grec φυλετικός phūletikos, que significa 'relacionat amb un canvi evolutiu en una sola línia de descendència sense embrancar-se'.
El gradualisme filètic està en contrast amb la teoria de l'equilibri puntuat, la qual proposa que la major part de l'evolució està aïllada en rars episodis d'evolució ràpida, en què una espècie es divideix en dues espècies diferents, seguida per un llarg període estàtic, és a dir, sense canvis.
Aquests models estan també en contrast amb la velocitat variable en l'evolució, la qual manté que les diferents espècies evolucionen en diferents taxes, i no hi ha motiu per estressar una taxa de canvi respecte a l'altra.
Autors com Richard Dawkins argumenten que aquest gradualisme de taxa constant no està present en la bibliografia professional, i que per tant aquest terme només serveix com a "home de palla" per als que propugnen l'equilibri puntuat.
En la primera edició de l'Origen de les espècies de Charles Darwin, aquest establia que "les espècies de gèneres i classes diferents no han canviat a la mateixa taxa, o en el mateix grau. En els jaciments més antics del Terciari poques closques vives es poden trobar dintre la multitud de formes extintes... Els Lingula del Silurià poc difereixen de les formes actualment vives d'aquest gènere". Lingula es troben entre els pocs braquiòpodes supervivents avui, però també se'n coneixen fòssils de 500 milions d'anys. En la cinquena edició de The Origin of Species, Darwin escriví que "els períodes durant els quals les espècies han experimentat modificació, encara que es mesurin en anys, probablement han estat més curts en comparació amb els períodes en els quals han mantingut la seva forma."